# Vrijdagmoskee van Ferdows
De Vrijdagmoskee van Ferdows (Perzisch: مسجد جامع تون \ فردوس, Masjid-e-Jameh Toon/Ferdows) is een grote moskee (Jameh) in de stad Ferdows, gelegen in de provincie Zuid-Khorasan (Iran). De moskee is gelegen in het zuidwesten van de stad, midden in het gebied van de oude stad Toon.
De moskee is waarschijnlijk gebouwd ten tijde van de Seltsjoekendynastie in de 11e eeuw.